# Juan Federico Ponce Vaides
Juan Federico Ponce Vaides (Città del Guatemala, 26 agosto 1889 – Città del Guatemala, 16 novembre 1956) è stato un politico guatemalteco.
È stato il presidente del Guatemala dal luglio all'ottobre 1944. Nell'ottobre 1944 fu spodestato dall'insurrezione popolare che portò alla rivoluzione guatemalteca.